# 百揚大樓
百揚大樓，別稱Mega Tower，是位於臺灣新北市板橋區的摩天大樓，由遠揚營造興建，大元聯合建築師事務所設計。樓高220.6米，共地上50層、地下4層，2013年6月27日竣工。現為新北市第1高樓、台北都會區第4高樓，也是台灣第7高樓。該大樓位於新板特區，與新北市政府大樓相鄰。
百揚大樓現為遠東百貨企業總部所在地，最高的三個樓層為有獲得米其林評等的景觀餐廳，低樓層則與大遠百Mega City相連，其餘樓層則為遠東百貨及遠東集團相關辦公商務空間。

## 外部連結
- 百揚大樓 （页面存档备份，存于）